# Leari
Leari, pseudonimo di Lars Ljungberg (Huddinge, 6 marzo 1977), è un musicista svedese, bassista del gruppo The Ark.
Figlio di padre svedese e madre egiziana, è cresciuto a Rottne dove, nel 1991, ha fondato gli Ark assieme all'amico d'infanzia Ola Salo e a Mikael Jepson. La band si ispira ai loro idoli giovanili, Freddie Mercury e David Bowie.